# Androvići
Androvići (cyr. Андровићи) – wieś w Bośni i Hercegowinie, w Republice Serbskiej, w mieście Zvornik. W 2013 roku liczyła 291 mieszkańców.